# Helen Milligan
Helen Milligan (nascuda com a Helen Scott a Glasgow, el 25 d'agost de 1962), és una jugadora d'escacs escocesa, que té el títol de Mestre de la FIDE Femení (WFM).
Milligan té un doctorat en astrofísica. La seva tesi era sobre la pulsació de les estrelles variables Delta Scuti.
És membre directiva de la Federació d'Escacs de Nova Zelanda.

## Resultats destacats en competició
Milligan ha guanyat, conjuntament o en solitari, tres cops el Campionat d'Escòcia femení, els anys 1982, 1986 i 1988. També va empatar al primer lloc al campionat femení del Regne Unit el 1983.
Milligan ha representat Escòcia en set olimpíades d'escacs entre 1982 i 2006, i posteriorment ha representat Nova Zelanda en les tres olimpíades disputades a continuació. Els seus millors resultats es produïren el 1982 i el 1988 quan puntuà 7/11 i acabà en 10a i en 11a plaça respectivament en aquells anys.
El gener de 2012 Milligan va guanyar el campionat femení d'Oceania celebrat a Queenstown per millor desempat. També ha competit als Zonals femenins de Bath 1987, Blackpool 1990, Delden 1993, Saint Vincent 1999, i Gold Coast 2009.

### Escriptora d'escacs
Milligan és coautora del llibre «Chess for Children» amb el GM Murray Chandler, 2004, Gambit Publications, ISBN 1-904600-06-9.

## Partides notables
- Diane Savereide vs Helen Milligan, olimpíada de Salònica 1988 (femenina), defensa Petrov: variant clàssica, (C42), 0-1.
- Helen Milligan vs Dana Reizniece, Campionat d'Europa per equips femení de 2001, defensa siciliana, (B32), 1-0.
- Subbaraman Meenakshi vs Helen Milligan, Gibraltar Masters 2004, defensa índia de dama, (E12), 0-1.
- Helen Milligan vs Anthony Ker, Queenstown Classic 2012, defensa Pirc: variant clàssica, (B08), 1-0.